# Fred Steinborn

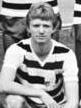
Fred Steinborn mit FC Carl Zeiss Jena im Jahr 1982

Fred Steinborn (* 21. Dezember 1962 in Erfurt) ist ein deutscher ehemaliger Fußballspieler, der beim FC Carl Zeiss Jena, der BSG Sachsenring Zwickau, der BSG Wismut Gera und in den Junioren-Nationalmannschaften der DDR aktiv war.

## Sportliche Entwicklung
1976 wurde Fred Steinborn in die Kindermannschaft des FC Carl Zeiss Jena aufgenommen. Als Juniorenspieler spielte er für den FC in der DDR-weiten Juniorenliga und gehörte von 1980 bis 1981 zum Kader der Juniorennationalmannschaft. Mit ihr bestritt er als Mittelfeldspieler 18 Länderspiele und erzielte drei Tore. Die ersten Spiele im Männerbereich absolvierte Steinborn ab 1979 in der Nachwuchsoberliga. In der Saison 1979/80 wurde er dort in etwa 15 Spielen in unregelmäßigen Abständen eingesetzt, zumeist als Stürmer, dabei erzielte er ein Tor. Die Saison 1980/81 verlief für Steinborn in der Nachwuchsliga in ähnlicher Weise, bei etwa gleicher Einsatzzahl kam er aber zu drei Torerfolge. Zusätzlich kam er zu seinem ersten Punktspieleinsatz in der 1. Mannschaft. Am 22. Spieltag wurde er im Auswärtsspiel beim FC Rot-Weiß Erfurt in der 75. Minute für den Stürmer Thomas Töpfer eingewechselt. Es blieb in dieser Spielzeit bei einem Einsatz. Für die Saison 1981/82 wurde er erstmals in den Kader der 1. Mannschaft aufgenommen. In den Punktspielen wurde er zehnmal aufgeboten und stand fünfmal in der Startelf. Nur zweimal stand er die volle Spielzeit lang auf dem Feld. In dieser Saison erzielte er seine beiden einzigen Oberligatore.
Während Steinborn 1982/83 noch zu vier Oberligaspielen kam und 1983/84 vollends pausiert hatte, spielte er 1984/85 für den FC Carl Zeiss mit dessen 2. Mannschaft in der drittklassigen Bezirksliga. Diese wurde Bezirksmeister und stieg in die DDR-Liga auf. Dort etablierte sich Steinborn erstmals zum Stammspieler, bestritt 33 der 34 Ligaspiele und wurde mit sieben Treffern zweitbester Torschütze der Jenaer. Zu Beginn der Spielzeit 1985/86 kam er nach sechs Jahren wieder zu zwei Oberligaeinsätzen, bei denen er als Linksaußenstürmer spielte. In der 2. Mannschaft bestritt er bis zum Ende der Hinrunde zehn DDR-Liga-Spiele und schoss ein Tor.
Zur Rückrunde der Saison wechselte Steinborn zum Oberligisten Sachsenring Zwickau. Ohne Tore zu erzielen, kam er in zwölf der dreizehn Oberligaspiele zum Einsatz und wurde hauptsächlich als Mittelfeldspieler aufgeboten. Die Zwickauer beendeten die Saison als Absteiger, sodass sich Steinborn für die nächsten zwei Spielzeiten erneut in der DDR-Liga wiederfand. Über den gesamten Zeitraum gehörte weiterhin zur Stammelf und bestritt wieder als Mittelfeldspieler 57 der 68 Ligaspiele. Dabei erzielte er vier bzw. zwei Tore. Nach der Saison 1987/88 stieg Steinborn mit der BSG Sachsenring wieder in die Oberliga auf. Dort konnten sich die Sachsenringwerker jedoch nur eine Saison lang halten, in der Steinborn in der Hinrunde regelmäßig im Mittelfeld spielte. Da er in der Rückrunde in unregelmäßigen Abständen nur noch vier Oberligaspiele bestritt, kam er insgesamt nur in 17 der 26 Punktspiele zum Einsatz und blieb auch ohne Torerfolg.
Nach dem Oberligaabstieg nahm Steinborn einen erneuten Wechsel vor und schloss sich zur Spielzeit 1989/90 dem DDR-Ligisten Wismut Gera an. Auch dort war er wieder Mittelfeldakteur, musste aber immer wieder pausieren und kam so nur zu 20 Einsätzen bei 34 Punktspielen. Viermal war er als Torschütze erfolgreich. Sein Karriereende kam in der Nachwende-Saison 1990/91. In der letztmals zweitklassigen NOFV-Liga bestritt Steinborn nur das erste Punktspiel, danach verschwand er aus dem höherklassigen Fußballgeschehen.